# Сусалев, Евстафий Акимович
Евстафий Акимович Сусалев — священник старообрядческой и единоверческой традиции, затем Российской католической церкви византийского обряда, участник Первого собора русских католиков 1917 года в Санкт-Петербурге, один из организаторов петербургской общины российских католиков византийского обряда, агент Царской охранки.

## Биография
В 1907 году был рукоположен епископом Нижегородским и Владимирским Иннокентием (Усовым) в сан старообрядческого священника белокриницкого согласия и назначен на служение в старообрядческую общину при Морозовской мануфактуре в город Богородск (ныне Ногинск), Московской губернии.
В 1908 году запрещён в священнослужении и перешёл в единоверие, затем вновь вернулся к старообрядцам.
Во время нахождения инкогнито в Санкт-Петербурге митрополита Андрея (Шептицкого), вошёл с ним в контакт и выразил просьбу о принятии в католическую церковь. 10 сентября 1908 года Акт присоединения совершил протопресвитер Николай Толстой.
Находился, вместе с семьей, во Львове с целью предоставления материалов и консультаций по поводу признания Ватиканом законности Белокриницкой иерархии. Материалы были переданы в Комиссию по содействию воссоединению Церквей, учрежденную папой Львом XIII, особая секция, занимавшаяся экспертизой старообрядческих хиротоний рассмотрела вопрос положительно и папа Пий X позволил служение в древлеправославном дореформенном обряде древнерусской традиции.
Отец Евстафий Сусалев совершил ряд богослужений в соответствии с нормами древней традиции, а также сослужил в соборе святого Юра во Львове. После получения уставных документов, Антиминса и Евхаристических сосудов вернулся в Россию.
С 1909 по 1911 год служил в Санкт-Петербурге в храме Сошествия Святого Духа на улице Полозовой, организатором которого он был вместе со священниками Алексеем Зерчаниновым и Иоанном Дейбнером.
В 1910 году при содействии служивших в России ассумпционистов совершил паломничество в Рим, где был принят папой Пием X, от которого получил наперсный крест.
В феврале 1911 года назначен в Москву.
В 1912 году жил в селе Новогиреево, получал материальную поддержку от отца Владимира Абрикосова, в это же время совершал богослужения по старому обряду на одном из боковых алтарей в московском храме Непорочного зачатия.
С 28 по 31 мая 1917 года участвовал в Первом соборе русских католиков в Санкт-Петербурге.
В 1918 году экзарх Леонид Фёдоров запретил Сусалева в священнослужении на основании разоблачающих сведений, что последний с 1911 года был шпионом царской охранки. Сусалев вернулся в старообрядчество.
В 1922 году, по сведениям Алексея Зерчанинова, Евстафий Сусалев состоял уже на советской службе.